# Zodarion ludibundum
Zodarion ludibundum là một loài nhện trong họ Zodariidae.
Loài này thuộc chi Zodarion. Zodarion ludibundum được Eugène Simon miêu tả năm 1914.